# Sajun
Sajun (arab. ‏سيئون‎) – miasto w Jemenie; 75 700 mieszkańców (2006). Przemysł spożywczy, włókienniczy.